# Моль, Гуго фон
Гуго Моль (также Хуго Моль нем. Hugo Mohl; 8 апреля 1805 — 1 апреля 1872) — немецкий ботаник, один из основоположников цитологии растений. Брат Жюля и Роберта Моля.

## Биография
С 1823 года Моль изучал медицину в Тюбингенском университете, затем, когда в 1828 году он получил учёную степень доктора медицинских наук, он работал в Университете Мюнхена в качестве ассистента Карла фон Мартиуса. Он изучал строение стволов папоротников, саговников и пальм (1832). В 1835 году он стал профессором физиологии в Университете Берна. В 1835 году он был приглашён на должность профессора ботаники в Тюбинген, где он работал до конца своей жизни.
Свои научные исследования Моль вёл во всех областях ботаники, однако предметом подробных и успешных исследований была структура целлюлозы растений.
Моль ввёл понятие протоплазма в 1846 году и высказал предположение о её роли в жизни клеток. Описал деление клеток, предложил классификацию тканей растений.
Член Германской академии естествоиспытателей «Леопольдина» (1832), иностранный член-корреспондент Шведской королевской академии наук (1850), иностранный член-корреспондент Петербургской академии наук (1854), иностранный член Лондонского королевского общества (1868).

## Труды
- Über den Bau und das Winden der Ranken und Schlingpflanzen (1827)
- Über den Bau und die Formen der Pollenkörner (1834)
- Mikrographie oder Anleitung zur Kenntnis und zum Gebrauch des Mikroskops (1846)
- Grundzüge der Anatomie und Physiologie der vegetabilischen Zelle (1851)